# Pressió de vapor de l'aigua
La pressió de vapor de l'aigua és la pressió a la qual el vapor d'aigua se satura. A pressions més altes l'aigua es podria condensar. La pressió de vapor de l'aigua és la pressió parcial del vapor d'aigua en qualsevol mescla d'aigua saturada amb aigua. Com en altres substàncies, la pressió de vapor és funció de la temperatura i es pot determinar amb la relació de Clausius–Clapeyron.
La pressió de vapor de l'aigua es pot aproximar amb les següents relacions (en ordre d'increment de l'exactitud):
- {\displaystyle P=\exp \left(20.386-{\frac {5132\,\mathrm {K} }{T}}\right)\,\mathrm {mmHg} }
on P és la pressió de vapor (mmHg) i T és la temperatura en kèlvins.
- Fent servir l'Equació d'Antoine
{\displaystyle \log _{10}P=A-{\frac {B}{C+T}}}
on la temperatura T és en graus Celsius i la pressió de vapor P és en mmHg. Les constants es donen com

|       | A       | B       | C       | Tmin, °C | Tmax, °C |
| ----- | ------- | ------- | ------- | -------- | -------- |
| Aigua | 8.07131 | 1730.63 | 233.426 | 1        | 100      |
| Aigua | 8.14019 | 1810.94 | 244.485 | 99       | 374      |

## Dependència gràfica de la pressió respecte a la temperatura

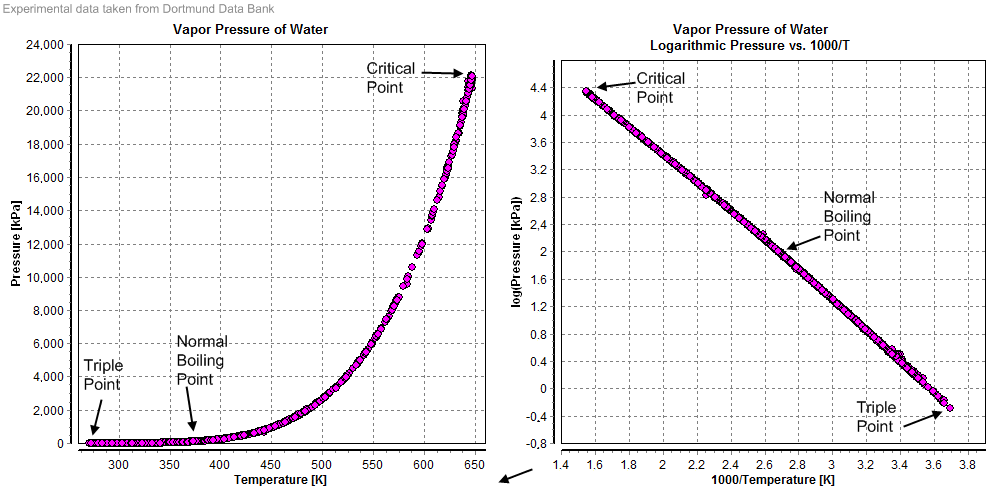
Diagrames de pressió de vapor de l'aigua; dades extretes del Dortmund Data Bank. Els gràfics mostren el punt triple, punt crític i el punt d'ebullició de l'aigua.

## Taula de pressions de vapor de l'aigua
La següent taula fa un llistat de les pressions de vapor en unitats de kPa i mmHg com a funció de la temperatura en graus Celsius.
| Temperatura (°C) | pressió de vapor (kPa) | Pressió de vapor (mmHg) |
| ---------------- | ---------------------- | ----------------------- |
| 0                | 0.6                    | 4.5                     |
| 3                | 0.8                    | 6.0                     |
| 5                | 0.9                    | 6.8                     |
| 8                | 1.1                    | 8.3                     |
| 10               | 1.2                    | 9.0                     |
| 12               | 1.4                    | 10.5                    |
| 14               | 1.6                    | 12.0                    |
| 16               | 1.8                    | 13.5                    |
| 18               | 2.1                    | 15.8                    |
| 19               | 2.2                    | 16.5                    |
| 20               | 2.3                    | 17.3                    |
| 21               | 2.5                    | 18.8                    |
| 22               | 2.6                    | 19.5                    |
| 23               | 2.8                    | 21.0                    |
| 24               | 3.0                    | 22.5                    |
| 25               | 3.2                    | 24.0                    |
| 26               | 3.4                    | 25.5                    |
| 27               | 3.6                    | 27.0                    |
| 28               | 3.8                    | 28.5                    |
| 29               | 4.0                    | 30.0                    |
| 30               | 4.2                    | 31.5                    |
| 32               | 4.8                    | 36.0                    |
| 35               | 5.6                    | 42.0                    |
| 40               | 7.4                    | 55.5                    |
| 50               | 12.3                   | 92.3                    |
| 60               | 19.9                   | 149.3                   |
| 70               | 31.2                   | 234.1                   |
| 80               | 47.3                   | 354.9                   |
| 90               | 70.1                   | 525.9                   |
| 100              | 101.3                  | 760.0                   |

### Taula ITS-90
La següent taula deriva de les formulacions de pressió de vapor del ITS-90.
| ITS-90 Temperatura (°C) | Pressió de vapor (Pa) |
| ----------------------- | --------------------- |
| 0                       | 611.213               |
| 0.01                    | 611.657               |
| 2                       | 705.973               |
| 4                       | 813.522               |
| 6                       | 935.316               |
| 8                       | 1072.944              |
| 10                      | 1228.139              |
| 12                      | 1402.782              |
| 14                      | 1598.914              |
| 16                      | 1818.747              |
| 18                      | 2064.670              |
| 20                      | 2339.262              |
| 22                      | 2645.302              |
| 24                      | 2985.777              |
| 26                      | 3363.893              |
| 28                      | 3783.090              |
| 30                      | 4247.046              |
| 32                      | 4759.694              |
| 34                      | 5325.230              |
| 36                      | 5948.122              |
| 38                      | 6633.128              |
| 40                      | 7385.299              |
| 42                      | 8209.997              |
| 44                      | 9112.902              |
| 46                      | 10100.025             |
| 48                      | 11177.719             |
| 50                      | 12352.690             |
| 52                      | 13632.007             |
| 54                      | 15023.115             |
| 56                      | 16533.844             |
| 58                      | 18172.420             |
| 60                      | 19947.476             |
| 62                      | 21868.064             |
| 64                      | 23943.660             |
| 66                      | 26184.180             |
| 68                      | 28599.985             |
| 70                      | 31201.894             |
| 72                      | 34001.191             |
| 74                      | 37009.635             |
| 76                      | 40239.470             |
| 78                      | 43703.430             |
| 80                      | 47414.751             |
| 82                      | 51387.177             |
| 84                      | 55634.969             |
| 86                      | 60172.910             |
| 88                      | 65016.317             |
| 90                      | 70181.042             |
| 92                      | 75683.482             |
| 94                      | 81540.588             |
| 96                      | 87769.863             |
| 98                      | 94389.378             |
| 99.97436                | 101325.000            |
| 100                     | 101417.770            |